# أدا، كونتيسة هولندا
أدا (1188–1223) كانت كونتيسة مقاطعة هولندا بين أعوام 1203 و1207.